# Pimampiro
Pimampiro è una parrocchia urbana dell'Ecuador, capoluogo dell'omonimo cantone, nella provincia dell'Imbabura.